# Voûte nubienne
La voûte nubienne est « un procédé architectural antique, venu du haut Nil [... qui] permet de construire avec un outillage basique, des matériaux locaux et des compétences techniques simples des habitations aux toitures voûtées restaurant la possibilité du toit terrasse », et utilisant de la terre crue séchée au soleil.

## Forme

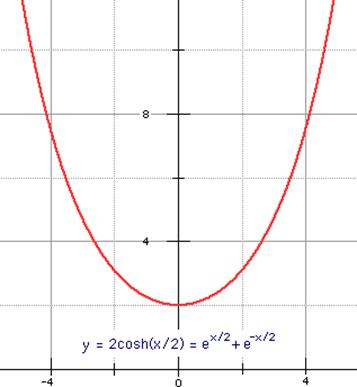

La forme de voûte dite nubienne est celle que l'on obtient en laissant pendre naturellement une chaînette tenue par ses deux bouts.
La chaînette / voûte est plus ou moins ouverte selon les facteurs multiplicatif/de division (2 dans l'exemple ci-contre).

## Construction en long

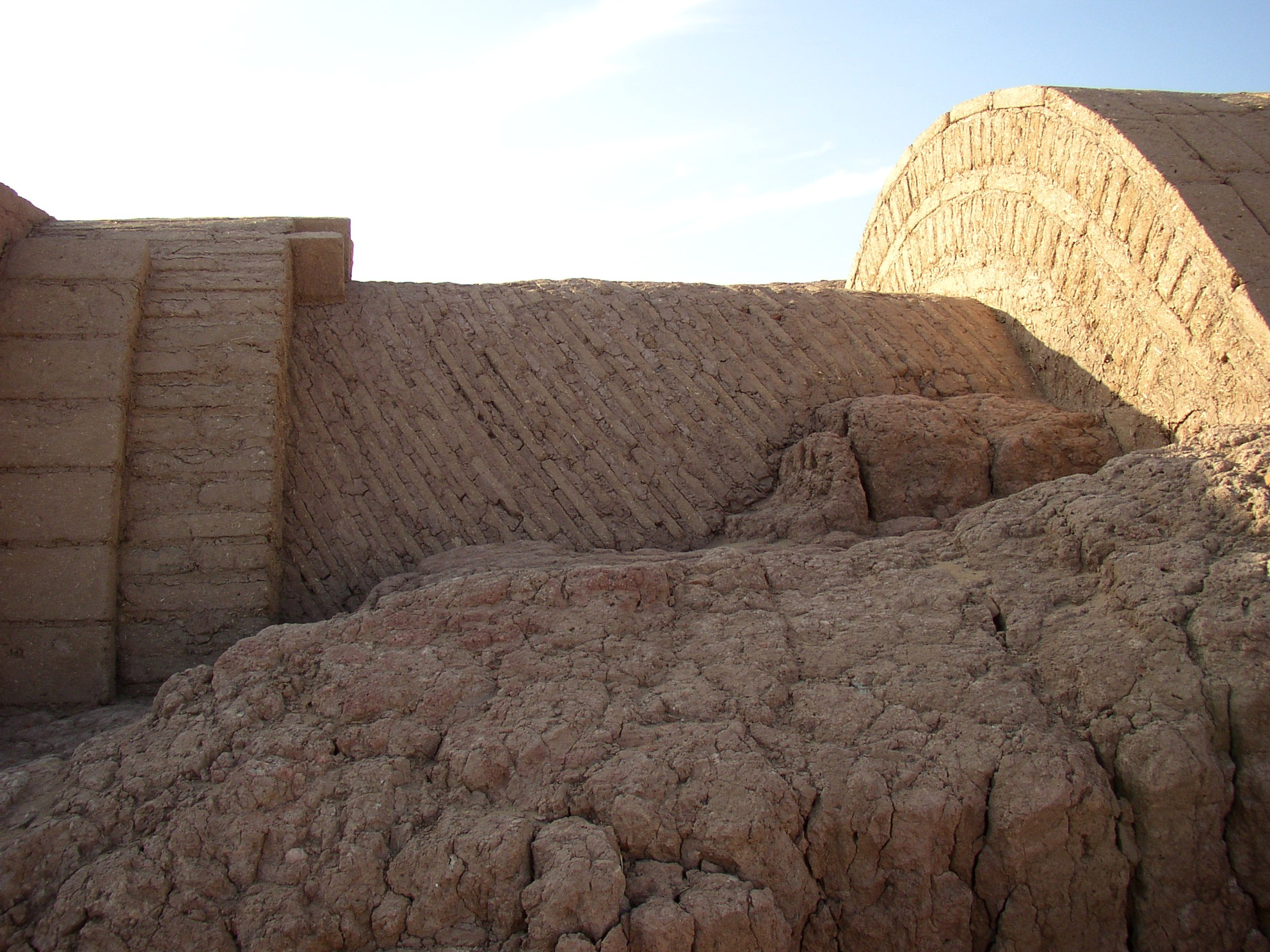
Égypte, oasis de Dakhla, ruines de Ayn Asil.

Un des avantages de la voûte nubienne est que l'on peut la monter sans mettre de système de soutien préalable.
Les briques en terre-argile crue ou cuite sont posées « en pente » comme dans la voûte représentée ci-contre : en partie centrale on aperçoit les lits de briques plates inclinées d'environ 45°

## Construction en dôme

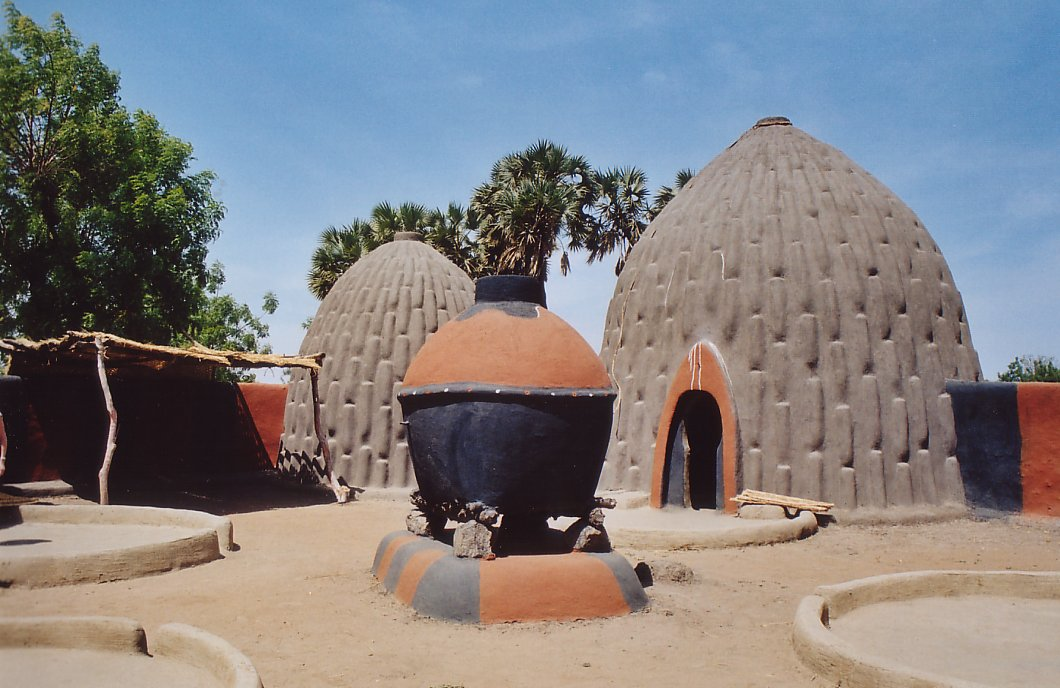
Des « maisons obus » au Cameroun

La forme « chaînette » peut être déclinée soit dans une voûte « en longueur » comme dans l’exemple à Kharga, soit en dôme comme ci-contre.

## Avantages attendus
Divers avantages sont attendus : coûts de construction plus faibles, utilisation de matériaux locaux, meilleure isolation, durée de vie plus longue, simplicité.
Ainsi, les constructions en terre suivant le principe de la voûte nubienne « sont fraîches, bien isolées, faciles à construire, composées de matériaux disponibles à portée de main et bon marché ». Cette utilisation de la terre réduit aussi la consommation de bois dans des régions sahéliennes très largement déboisées.
En termes de durée, « leur espérance de vie est de cinquante ans quand celle des maisons de tôle et de terre n'excède pas dix ans ».
La technique de construction est basée sur la terre prélevée localement, et « ne nécessite ni bois, ni tôle, matériaux encore utilisés dans l'immense majorité des villages » africains, continent où se développe surtout la voûte nubienne. La terre crue est « malaxée sous forme de mortier et de briques séchées au soleil » et permet de « se passer de l’utilisation de coffrage pour le bâti de la partie voûtée ». Ce voûtement est donc construit directement au-dessus du vide jusqu'à sa fermeture.
La voûte nubienne a une dernière caractéristique, sa simplicité technique, permettant une formation rapide des maçons et constructeurs. Bien qu'historiquement inconnue en dehors de sa zone d'origine (le haut Nil), la méthode connaît donc actuellement une certaine expansion dans d'autres régions du monde, en particulier dans la partie sahélienne de l'Afrique de l'Ouest.

## Renouveau de la pratique
Le terme de voûte nubienne a été popularisé par les constructions réalisées par l'architecte Hassan Fathy en Égypte.
En 1973, Hassan Fathy a travaillé avec trois étudiants architectes, fondateurs de Development Workshop (DW).
L'un d'entre eux, John Norton, a établi un bureau en France en 1985.
Depuis 1973, grâce à  Development Workshop (DW), de nombreux maçons ont été formés à la technique de voûtes et coupoles en Afrique et en Asie.
C’est la rencontre en 1998 d’un maçon français, Thomas Granier, et d’un paysan burkinabè, Séri Youlou qui marquera véritablement le renouveau de cette pratique architecturale venue de Nubie. Les deux amis décident d’adapter cette technique au contexte sahélien pour construire des habitations en terre crue confortables, solides et économiques. En 2000, ils créent l'association La Voûte Nubienne (AVN) qui simplifie et codifie la technique, puis lance le programme de vulgarisation à grande échelle « pour des Toits de Terre au Sahel » afin de propager ce modèle architectural à l'ensemble de l'Afrique sahélienne qui manque de bois pour la construction de ses toits (et utilise donc de la tôle importée qui handicape les économies familiales et nationales).
Fin 2008, AVN avait contribué à la formation d'un réseau de plus de 120 maçons burkinabé, maliens, togolais, sénégalais (données 2008) qui avait réalisé plus de 500 voûtes nubiennes au Burkina Faso, Mali, Togo, Sénégal, Guinée, Côte d'Ivoire.
Le programme de vulgarisation "pour des Toits de Terre au Sahel" prend de l'ampleur d'année en année à la suite d'un nombre croissant de demandes de constructions de maisons, d'écoles, de dispensaires, de bâtiments agricoles, d'églises, de mosquées, d'hôtels et d'autres bâtiments.